# 香港青少年制服團體
香港青少年制服團體（Youth Uniformed Groups in Hong Kong）是指拥有严谨架构，阶级分明，着装整齐制服，着重自律，培养青少年對地方建設和公民意識香港青少年志愿者团体。
全港性的大型青少年制服團體，往往与学校（中小学）进行合作。很多時侯，学校就是制服團體内部的一个编制单位。在同一所学校内，可以存在多于一个制服團體。一般來說，大部份學生只会参加一个制服團體，而不会参加两个以上制服團體。学生也可能完全以个人名义，参加一个未与其所在学校合作的制服团体。
2001年8月16日，教育署（現教育局）推出「制服團體計劃」，目的是令更多的學生加入制服團隊，以擴闊其學習經驗以及培育其志願服務精神，鍛鍊服從紀律精神、團隊合作。就讀小學及中學，領取綜合社會保障援助或學生資助的清貧學生隊員，可获得相应资助。

## 青少年制服團體列表

### 附属于纪律部队的青少年制服團體（排名不分先后）
1. 消防及救護青年團（FAST Connect），由香港消防處成立於2021年，定期為團員安排不同的訓練課程和活動，主要包括：基礎滅火救援技巧訓練和消防安全教育；基礎急救、心肺復甦法和使用自動心臟除顫器訓練；中式步操訓練；國民教育；參觀活動，如消防及救護學院、消防局、救護站等；以及與社會賢達、領袖或精英運動員交流的活動。[1]
2. 少年警讯（Junior Police Call）於1974年7月由前警察公共關係科總警司凌基理先生創辦。鼓勵和加強香港警方與青少年之間的溝通和認識；促進青少年與警方合力撲滅罪行；發展青少年對社會的責任感及灌輸正確的價值觀；提供多元化的活動及訓練，培育領導才能，裝備他們成為未來領袖。[2][3]
3. 民安队少年团（Civil Aid Service Cadet Corps），由民眾安全服務隊成立於1968年。鼓勵青少年通過參與有益身心的群體活動和訓練，學習不同技能，培養領導才能，並幫助他們建立自信心、責任感、自律和服務精神，成為良好公民。[4]
4. 入境事務處青少年領袖團（Immigration Department Youth Leaders Corps），前稱「入境處青年領袖」（Immigration Department Youth Leaders），由入境事務處成立於二零一三年十二月，於2021年改為現稱，宗旨是為本港中四至中六的學生提供紀律及領袖訓練，而所有隊員均需着制服出席活動。課程主要由入境事務學院策劃及安排，而入境事務處各組別及其他政府部門亦提供協助。[5]
5. 醫療輔助隊少年團（Auxiliary Medical Service Cadet Corps），由醫療輔助隊成立於2011年。透過羣體活動和訓練，學習有用的技能，並且培育領導才能，藉以建立自信心，培養責任感、自律性格和服務精神。提供獨特的技能訓練，並教授醫療、衞生及健康專業知識，藉以幫助少年團團員建立良好品格，日後成為社會的棟樑。[6]
6. 更生先鋒領袖（Rehabilitation Pioneer Leaders），由懲教署成立於2018年7月。透過多元化訓練，團隊旨在凝聚具領袖潛質的青年人才，幫助他們拓闊視野、發展潛能、培養紀律、提升社會責任感，並鼓勵他們日後積極回饋社會，協助提倡守法和共融觀念，為締造美好香港出力。[7]
7. 海關青年領袖團（Customs Youth Leader Corps），由香港海關成立於2021年，為海關青少年計劃Customs YES框架下的青少年制服團體，透過紀律訓練、恆常聚會及各種多元活動，幫助團員提升個人自信心，培養團隊精神及領導能力，成為獨當一面的青年領袖。[8]
8. 香港航空青年團（Hong Kong Air Cadet Corps），成立於1971年4月7日，是具有英國皇家空軍背景的青少年團體。以纪律性的编制和训练，为青少年提供航空知識，技能，有益身心的课余活动，建立起自信心、培育起责任感、并且发挥其潜能，使他们成为优良的领袖及公民。香港航空青年團於2024年成為附屬於政府飛行服務隊的青少年制服團體。[9]

### 受政府资助的青少年制服团体（排名不分先后）
1. 香港童軍總會（Scout Association of Hong Kong），1909年最早出現的童軍活動後，聖若瑟書院在1913年9月20日從英國童軍總會登記成立香港首個童軍旅，香港童軍總會遂於1915年7月正式成立。從1977年起，香港分會正式從英國總會獨立，成為世界童軍運動組織的第111個成員。香港童軍總會從1978年起才正式接納女性成員。截至2009年底，香港童軍總會有成員95,877人分佈在1,389個旅團及其他單位之內，是全香港最大的制服青少年團體。童軍活動是一種生活教育，補充學校和家庭的不足，用以發展自我的智識，冒險的精神，以及好奇的心去發現新事務。童軍活動是去發現教室以外的世界，提倡可以學習的技術，和傳送智識給別人。這是一項青少年的運動，是一項動態的運動。童軍活動是參考各地社會的條件而設計，並服務各地社會的需要。童軍是國際性的，全世界超過150個國家或地區裡均有設立正式的童軍組織或辦事處。
2. 香港女童軍總會（The Hong Kong Girl Guides Association），目標是致力讓女孩子和青年婦女發展她們的潛能，使她們成為有責任感的世界公民。香港女童軍協會于1919年正式成立。
3. 香港少年領袖團（Hong Kong Adventure Corps）於1995年9月4日成立，前身是「皇家香港軍團（義勇軍）少年領袖團」（1969年12月22日成立，1970年12月開始訓練第一批隊員），是具有英國陸軍背景的青少年團體。香港少年領袖團的宗旨，是透過軍旅形式的訓練，幫助青少年發展其個人品格及領導才能，並令受訓學員提升個人責任感、自信心、應變能力、毅力、不屈不撓及服務社會的精神。[10]
4. 香港海事青年團（Hong Kong Sea Cadet Corps），原名香港海事訓練隊，由駐港皇家海軍後備隊（Royal Naval Reserve）於1968年仿照英國海事訓練隊成立，是具有皇家海軍背景的青少年團體。通過各項海事訓練活動，為青少年提供航海知識、技能、紀律及領導才能的訓練，藉以發展青少年的德智體群，使他們成為良好公民和優秀社會領袖。[11]
5. 香港交通安全隊（Hong Kong Road Safety Patrol），於1963年由靳寧漢神父創立。從教育方面著手，向青少年灌輸交通安全的基本常識，使他們清楚了解使用道路時所應持有的態度，從而推廣至其同輩及家人，令交通安全常識得以廣泛宣揚。此外，由於安全隊是制服隊伍，通過紀律訓練和活動更可借此訓練青少年的領導才能，培養他們的責任感及自律性。[12]
6. 香港聖約翰救傷隊少青團（St. John Ambulance Brigade Youth Command），於1948年成立。其目的是訓練12至18歲的青少年學習基本的急救技能及家居護理常識。少青團更特別著重於培養隊員個人崇高的品格，合群的精神，藉此發展隊員健全的身心，並鼓勵隊員善用課餘時間，培養他們學習社交及實用的技能，如道路及家居安全、社區關懷等，隨時準備服務社會。此外，隊員更能為成人救傷隊培植接班人員。[13]
7. 香港基督少年軍（Boys' Brigade, Hong Kong），於青少年人之間，擴展基督的國度，同時促進服從、虔誠、紀律及自愛等良好行為，以達成基督化的人格。基督少年軍曾於1910－1913年在香港短暫出現。基督少年軍香港區會於1962年成立；並於1963年獲香港警務處批准豁免社團註冊。[14][15]
8. 香港基督女少年軍（Girls' Brigade Hong Kong）於1962年在香港基督教青年會成立第一分隊，於1977年成立香港區會。使命是以外展宣教方式，透過制服隊伍的形式，分享福音訊息，讓未信主的女性認識真理；以聖經為信仰基礎，堅守神的話語和所交付的責任。並實踐基督女少年軍格言：找尋、事奉及跟隨主，以建立豐盛的生命。[16][17]
9. 香港升旗隊總會（Association of Hong Kong Flag-Guards），於2002年7月1日正式成立，升旗隊總會致力於在學校及團體裏推廣升旗文化，以讓學生及社會大眾通過親身參與，認識祖國、關心祖國，增強對中國國民身分的認同為宗旨。[18]
10. 香港紅十字會青年團（Red Cross Youth Unit）和香港紅十字會少年團（Red Cross Junior Unit），自一九五六年開始推動紅十字制服團隊的工作，最初以青年學生為主要對象。經歷多年後，以青年人為對象的制服團隊已增至三種，包括供小學生參加的少年團、針對中學生的青年團及讓年滿十八歲的人士參與的成人團，另外亦有供長者參加的耆英團。目前，共有三百六十三隊制服團隊，團員年齡由八歲至八十歲不等，合共一萬八千多人，其中以青少年會員佔大多數。[19][20]
11. 香港青少年軍總會（Hong Kong Army Cadets Association Limited）於2015年1月18日成立，是一個提供紀律訓練，讓團員從訓練中培養堅強意志，學習自律自省、團結和刻苦精神。本會訓練課程內容廣泛，包括列隊步操、升旗、領導才能訓練、野外求生、急救及拯溺、體藝發展及社會服務等等。

### 其他青少年制服團體
1. 社區應急輔助隊（Community Emergency Aid Team）成立於2017年，經歷多年的發展，以青年人為對象的制服團隊已分為4種，包括供幼稚園參加的小鼓隊(K2-K3)，小學生的小龍隊(小一至小六)，針對中學生青龍隊(中一至中六)，以及18歲以上隊員參與的成人團。社區應急輔助隊將定期為團員安排不同的訓練課程和活動，主要包括：基礎急救、職業急救、心肺復甦法、使用自動心臟除顫器訓練；中式步操訓練；國民教育。通過訓練及生活教育，培養青少年的正確價值觀與及紀律。透過軍旅形式的訓練，發展青少年的個人品格及領導才能，並提升他們責任感、自信心、應變能力、毅力、不屈不撓精神。當中更積極於為青少年隊員建設良好的抗壓及解難能力，以協助他們面對各種成長的挑戰。
2. 香港紀律青年團 （Hong Kong Army Cadets）
3. 香港禁毒青年團（Hong Kong Anti Drugs Cadet Corps）（現已解散）
4. 基督教救世軍港澳軍區少年兵（香港前鋒會）（The Salvation Army Hong Kong and Macau Command）（現已解散）

## 外部連結
- 香港青少年軍總會 （页面存档备份，存于）
- 香港紀律青年軍團 （页面存档备份，存于）
- 民安隊少年團 （页面存档备份，存于）
- 醫療輔助隊少年團 （页面存档备份，存于）
- 香港少年領袖團 （页面存档备份，存于）
- 香港航空青年团 （页面存档备份，存于）
- 香港红十字会制服团队 （页面存档备份，存于）
- 香港交通安全隊 （页面存档备份，存于）
- 香港海事青年团 （页面存档备份，存于）
- 香港聖約翰救傷隊少青團
- 香港童軍總會 （页面存档备份，存于）
- 香港女童軍總會 （页面存档备份，存于）
- 香港基督少年軍 （页面存档备份，存于）
- 香港基督女少年軍 （页面存档备份，存于）
- 香港升旗队总会 （页面存档备份，存于）
- 香港紀律青年團
- 香港禁毒青年團 （页面存档备份，存于）
- 香港前鋒會 （页面存档备份，存于）